# Отличница лёгкого поведения
«Отли́чница лёгкого поведе́ния» (англ. Easy A) — американская комедия 2010 года, снятая Уиллом Глаком по сценарию Берта Ройала. Эмма Стоун исполнила в фильме главную роль и была номинирована за свою работу на премию «Золотой глобус» в категории «Лучшая женская роль в комедии или мюзикле». Фильм был выпущен 17 сентября 2010 года, получив положительные отзывы, собрал 75 000 000 долларов во всем мире.

## Название
В русском переводе исходный смысл названия фильма полностью утерян. Оригинальное название, «Easy A» (дословно — «Просто „А“», также «Легко полученное „отлично“») — отсылает к классическому роману американского писателя Натаниеля Готорна «Алая буква», рассказывающего о нравах американских пуритан конца XVII века. Главная героиня романа, Эстер Прин, считая своего мужа погибшим, родила дочь вне брака, была за это приговорена к позору и всю жизнь носила на одежде алую букву «A» (от слова Adulteress, то есть «прелюбодейка»). Она прожила жизнь под грузом всеобщего презрения, от которого страдала и её дочь, но не выдала отца ребёнка — местного священника.
По сюжету фильма, роман проходят по литературе в школе, где происходят события, а главная героиня, как и Эстер, оказывается объектом травли пуритански настроенных сверстников.

## Сюжет
Олив Пендергаст, старшеклассница американской школы, хорошо и с удовольствием учится, читает книги, она довольно привлекательна, но в школе она «невидимка» — парни совершенно не обращают на неё внимания, что её откровенно расстраивает.
История начинается с того, что Олив, чтобы отвертеться от совместного уик-энда с подругой Рианнон и её родителями, лжёт подруге, что в выходной собирается на свидание. Естественно, в понедельник подруга требует рассказать, «как всё прошло»; Олив сочиняет подробности мнимого свидания, а затем под напором Рианнон «признаётся», что потеряла невинность. Разговор подруг подслушивает их сверстница Марианна, воинствующая пуританка, и на следующий день вся школа обсуждает интимную жизнь Олив.
Олив пытается опровергать слухи, но быстро понимает, что это бесполезно, они лишь расходятся и обрастают новыми подробностями. На уроке литературы, когда учитель рассказывает о романе «Алая буква», одна из девушек называет Олив «развратницей», за что в ответ получает «мерзкую мразь». За ругань на уроке она отправляется к директору, который берёт Олив на заметку. Девушка растеряна и подавлена, но когда первый шок проходит, она вдруг понимает, что стала школьной знаменитостью, «звездой», пусть и со скверной репутацией. Она начинает вызывающе одеваться и вести себя соответственно. В конце концов она нашивает на свою одежду алые буквы «A», подражая героине романа и демонстрируя презрение к мнению окружающих.
Репутация сказывается. Сначала один из старшеклассников, Брэндон, которого подозревают в гомосексуальных наклонностях, просит Олив помочь убедить всех, что он натурал. На вечеринке Олив с Брэндоном запираются в комнате и имитируют секс, в то время как остальные участники вечеринки, бросив всё, толпятся под дверью. Затем она разрешает толстяку Ивэну рассказывать приятелям, что и с ним у неё кое-что было... Все считают Олив шлюхой, даже Рианнон, с которой Олив в итоге ссорится и перестаёт разговаривать. Результат оказывается плачевным. Когда у старшеклассника-второгодника Мико, переспавшего с завучем, миссис Грифит, врачи обнаруживают хламидиоз, он, боясь назвать свою партнёршу, под прессингом родителей говорит первое, что ему приходит в голову: что его заразила Олив. В школе начинается откровенная травля Олив. Завуч, сначала обещавшая сказать всем правду, отказывается это сделать, понимая, что словам девушки всё равно никто не поверит. Те, кому она «помогала» заработать репутацию, тоже не хотят признаваться, что в действительности у них ничего с Олив не было. Директор собирается отчислить скандальную ученицу из школы.
К счастью, Олив удаётся найти понимание у своих родителей, а ещё она неожиданно получает поддержку Тодда, старшеклассника той же школы, которому, как оказывается, давно нравилась. С его помощью она собирает вечером всю школу у компьютеров, и по Интернету рассказывает всю историю своего мнимого «грехопадения». Закончив рассказ, она уходит на свидание с Тоддом.

## В ролях
- Эмма Стоун — Олив Пендергаст
- Пенн Бэджли — Тодд Ватерсон

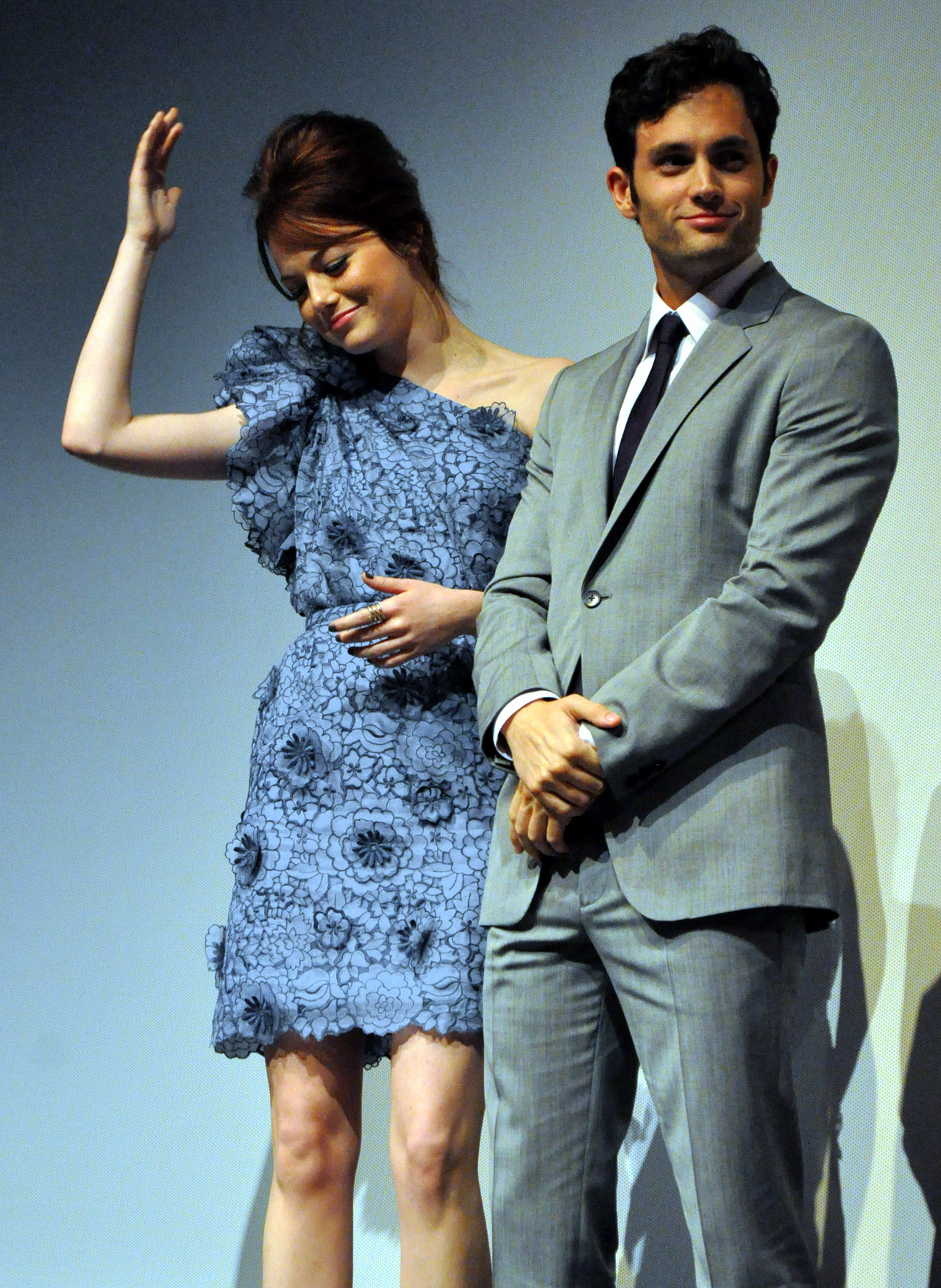
Эмма Стоун и Пенн Бэджли на Кинофестивале в Торонто, 2010 год

- Элисон Мичалка — Рианнон Абернейти
- Аманда Байнс — Марианна Брайнт
- Патриша Кларксон — Розмари Пендергаст, мать Олив
- Стенли Туччи — Дилл Пендергаст, отец Олив
- Кэм Жиганде — Мика
- Томас Хейден Чёрч — Мистер Гриффит
- Лиза Кудроу — Миссис Гриффит
- Малкольм Макдауэлл — директор Гиббонс
- Дэн Бёрд — Брэндон
- Мали Хэссам — Нина Хауэлл
- Брайс Клайд Денкинс — Чип Пендергаст
- Джейк Сэндвиг — Энсон
- Фред Армисен — Пастырь Брайан
- Стейси Трэвис — Миссис Брайан
- Бонни Берроуз — Мама Мики
- Джоанна Брэдди — Мелоди Бостик
- Лалейн Вергара — Сплетница
- Джульетт Гоглия — Оливия в детстве

## Съёмки
- Для съёмок в этом фильме Эмма Стоун отказалась от роли в картине Зака Снайдера «Запрещённый приём»[7].
- Оригинальный сценарий содержал нецензурную лексику — слово «fuck» было использовано 41 раз, «shit» — 13 раз и «cunt» — 3 раза. Позже сценарий был переписан, из него исчезла нецензурная лексика, и фильм получил рейтинг PG-13[7].
- Олив и все члены её семьи названы в честь продуктов питания: Олив (англ. Olive — оливка, маслина), отец — Дилл (англ. Dill — укроп), мать — Розмари (англ. Rosemary — розмарин), брат — Чип (англ. Chip — чипсы, картофель фри)[7].

## Производство

### Развитие
По словам сценариста Берт В. Ройал, он написал весь сценарий за пять дней, за исключением последних десяти страниц.
Фильм получил рейтинг 15+ в Великобритании.

## Саундтрек
Официальный альбом, с песнями из фильма, включил в себя следующие треки:
1. Sweet Thing — «Change of Seasons»
2. Day One — «Bad Before Good»
3. Lenka — «Trouble Is A Friend»
4. Cary Brothers — «If You Were Here»
5. The Yeah You’s — «15 Minutes»
6. Remi Nicole — «Cupid Shoot Me»
7. Kram — «Satellite»
8. AM — «Don’t You (Forget About Me)»
9. I Heart Homework — «We Go Together»
10. Kardinal Offishall — «Numba 1 (Tide Is High)»
11. Carlos Bertonatti — «Perfect Picture»
12. Miniature Tigers — «The Wolf»
13. Jessie J — «Sexy Silk»
14. The Boy Least Likely To — «When Life Gives Me Lemons I Make Lemonade»
15. Natasha Bedingfield — «Pocketful Of Sunshine»
16. Simple Minds — «Don’t You (Forget About Me)»

## Критика
Фильм получил положительные отзывы кинокритиков. На Rotten Tomatoes у фильма 85 % положительных рецензий из 185. На Metacritic — 72 балла из 100 на основе 35 обзоров. Роджер Эберт оценил фильм в 3,5 звезды из 4-х, написав: «Фильм предлагает интригующую золотую середину к абсолютному сексуальному воздержанию: не спи ни с кем, но скажи, что спал». Ричард Корлисс из журнала Time назвал игру Эммы Стоун одной из десяти лучших ролей в кино 2010 года, написав, что «Стоун придает победную зрелость и дар заставлять дерзкие диалоги звучать естественно. Эта 22-летняя актриса — личность и звезда, вокруг которой Голливуд мог бы построить несколько неплохих фильмов».